# Брукс (округ, Техас)
О́круг Брукс (англ. Brooks county) — округ штата Техас Соединённых Штатов Америки. На 2000 год в нём проживало 7976 человек. По оценке бюро переписи населения США в 2008 году население округа составляло 7549 человек. Окружным центром является город Фалфьюрриас.

## История
Округ Брукс был сформирован в 1911 году из части округа Старр. Он был назван в честь Джеймса Абиджаха Брукса, техасского рейнджера и члена легислатуры штата.